# Pravo (Dubrovnik)
Pravo je bio list iz Dubrovnika. Prvi je broj izašao 5. studenoga 1895. godine. Bio je drugi pravaški list u Dubrovniku, a prvi koji se je pojavio bila je Crvena Hrvatska.

## Vanjske poveznice
- Crvena Hrvatska Proleksis enciklopedija